# Văn minh Chavín
Nền văn minh Chavin là nền văn minh thời tiền sử đã biến mất đặt tên theo Chavin de Huantar, địa chỉ khảo cổ học chính với các hiện vật tiêu biểu đã được tìm thấy. Nền văn minh Chavin phát triển ở vùng cao nguyên Andean phía bắc của Peru từ 900 TCN đến 200 TCN. Văn minh Chavin mở rộng ảnh hưởng của nó đến nền các văn minh khác dọc theo bờ biển. Những người Chavin (tên của bài đặt theo tên này) nằm trong thung lũng Mosna nơi sông Mosna và Huachecsa hợp nhất. Khu vực này cao 3.150 m (10.330 ft) trên mực nước biển và bao gồm các các khu vực Quechua, Suni, và Puna.
Các địa điểm khảo cổ nổi tiếng nhất cho văn hóa Chavin là Chavin de Huantar, nằm ở vùng cao nguyên Andean của vùng Ancash ngày nay. Nó được cho là đã được xây dựng vào khoảng năm 900 trước Công nguyên và là trung tâm tôn giáo và chính trị của người dân Chavin. Nó đã được chỉ định là một di sản thế giới của UNESCO.

## Thành tựu
Biểu hiện chính của kiến trúc Chavin là đền thờ Chavin de Huantar. Thiết kế của ngôi đền cho thấy sự sáng tạo phức tạp để thích ứng với môi trường vùng cao của Peru. Để các đền thờ không bị ngập và phá hủy trong mùa mưa, người Chavin tạo ra một hệ thống thoát nước thành công. Một số kênh được xây dựng dưới ngôi đền hành động như là hệ thống thoát nước. Những người Chavin cũng cho thấy sự hiểu biết âm thanh sâu sắc. Vào mùa mưa vội vã, tiếng nước chảy thông qua các kênh rạch tạo nên một âm thanh vang dội giống như một tiếng kêu của một con báo đốm Mỹ, một con vật linh thiêng trong khu vực này. Ngôi đền được xây bằng đá hoa cương trắng và đá vôi đen, những vật liệu không được tìm thấy gần khu vực Chavin. Điều này có nghĩa rằng các nhà lãnh đạo đã huy động nhiều nhân lực để mang những vật liệu đặc biệt từ xa hơn thay vì sử dụng mỏ đá địa phương.
Nền văn hóa Chavin cũng đã chứng minh các kỹ năng và kiến thức trong ngành luyện kim nặng, họ biết rèn sắt và kiểm soát nhiệt độ. Họ đã sử dụng các kỹ thuật luyện kim sớm để luyện vàng. Sự tan chảy của kim loại đã được phát hiện tại thời điểm này và đã được sử dụng như một kỹ thuật rèn.
Họ đã thuần hóa được nhiều động vật như lạc đà không bướu. Người Chavin cũng trồng thành công một số loại cây trồng, bao gồm khoai tây, quinoa và ngô. Họ đã phát triển một hệ thống thủy lợi để hỗ trợ sự tăng trưởng của các loại cây trồng.

## Ngôn ngữ
Các ngôn ngữ được nói bởi những người Chavin ngày nay không được tìm thấy, nhưng nó có khả năng nay đã thất truyền. Một số nhà nhân chủng học đã đề xuất rằng nó là một hình thức của Proto-Quechua, lý luận rằng tiếng Quechua rất hình thái học, và gần gũi so với các ngôn ngữ xung quanh cho phép thông hiểu giữa các cộng đồng tách biệt bởi các dãy núi, như giữa một số nhóm Chavin với nhau.

## Nghệ thuật

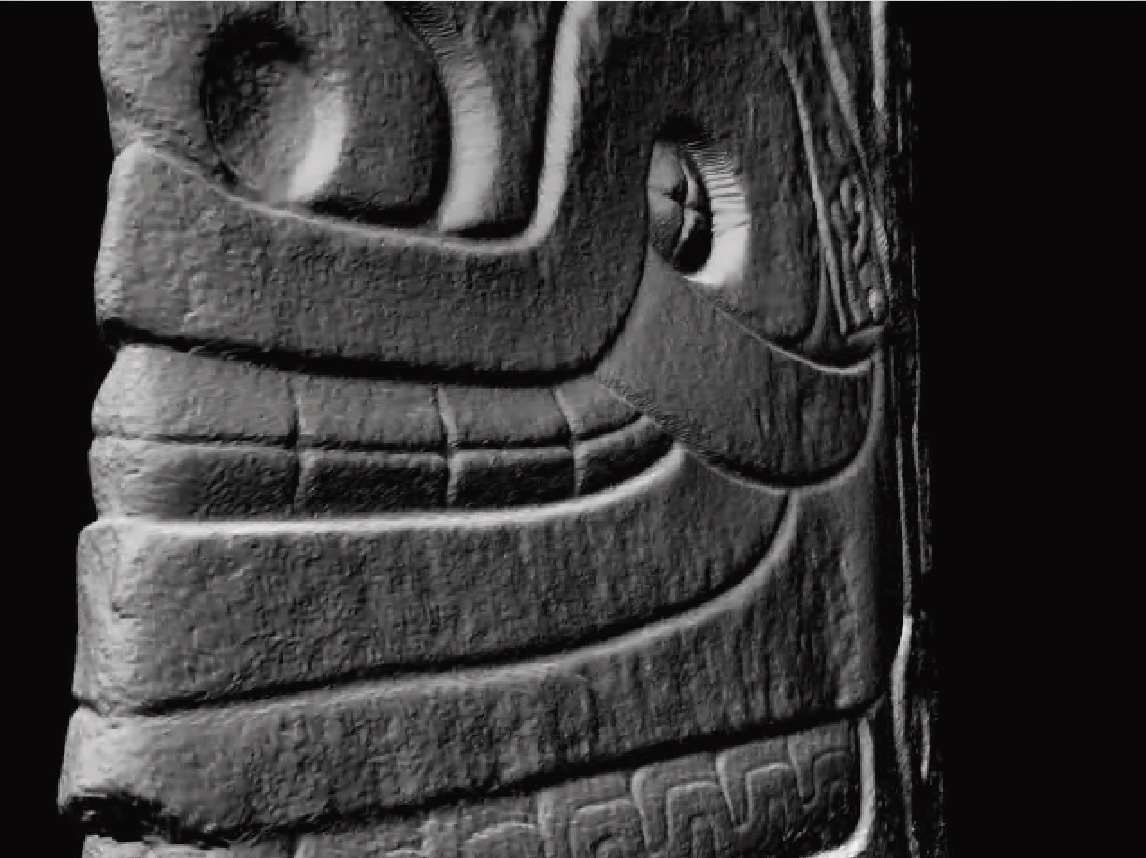
The Lanzón at Chavín, still image from a video of a photo-textured point cloud using 3D scanner data collected by nonprofit CyArk

Nền văn hóa Chavin tượng trưng cho phong cách nghệ thuật được công nhận rộng rãi đầu tiên trong dãy núi Andes. Nghệ thuật Chavin có thể được chia thành hai giai đoạn: Giai đoạn đầu tiên tương ứng với việc xây dựng các "đền thờ Cũ" tại Chavin de Huantar (c 900-500 trước Công nguyên.); và giai đoạn thứ hai tương ứng với việc xây dựng Chavin de Huantar "đền thờ mới" (c. 500-200 trước Công nguyên).

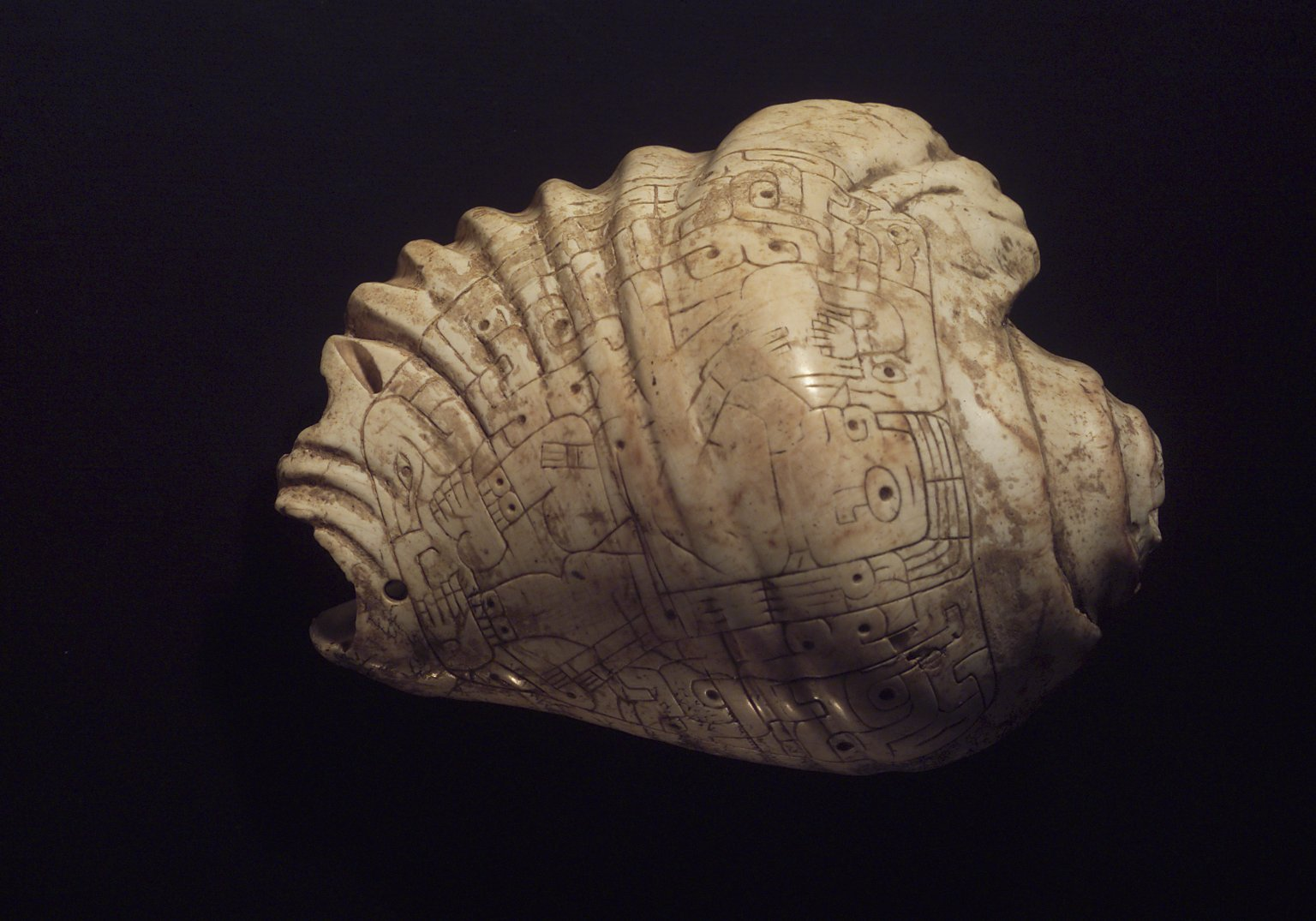
Incised Strombus-Shell Trumpet, 400-200 B.C.E, Brooklyn Museum. This shell trumpet was probably made for ceremonial use. The incised designs depict a person of high rank, indicated by his facial tattoos and ankle ornament, playing a shell trumpet. The figure is surrounded by snakes, including one that emanates from the instrument. The twisting and intertwined snakes may indicate the power of the trumpet to communicate with supernatural beings.

Một nghiên cứu chung về văn minh Chavin liên quan đến đồ gốm ven biển cho thấy các hình chạm: một loại nhiều mặt khắc và một loại sơn tinh dầu. Phong cách, hình thức nghệ thuật Chavin sử dụng rộng rãi trong kỹ thuật vẽ đường viền. Nghệ thuật này có dụng ý khó để giải thích và hiểu, kể từ khi nó được dự định chỉ để được đọc bởi các tư tế cao cấp của tín ngưỡng Chavin, người có thể hiểu được những công trình thiết kế phức tạp và thiêng liêng. Các tấm bia Raimondi là một trong những ví dụ chính của kỹ thuật này.
Nghệ thuật Chavin trang trí các bức tường của ngôi đền và bao gồm cả chạm khắc trong các tác phẩm điêu khắc và đồ gốm. Nghệ sĩ miêu tả sinh vật kỳ lạ được tìm thấy trong các khu vực khác, như báo đốm Mỹ và đại bàng, hay là thực vật và động vật địa phương. Các hình mèo là một trong những hoa văn quan trọng nhất được thấy trong nghệ thuật Chavin. Nó có một ý nghĩa tôn giáo quan trọng và được lặp đi lặp lại trên nhiều chạm khắc và điêu khắc. Con chim ưng cũng thường thấy trong suốt nghệ thuật Chavin. Có ba hiện vật quan trọng đó là những ví dụ chính của Chavin nghệ thuật. Những cổ vật này là Tello Obelisk, đầu Tenon, và Lanzon.
Tello Obelisk là một trục điêu khắc khổng lồ có tính năng miêu tả hình ảnh của thực vật và động vật. Nó bao gồm Caymans, chim, cây trồng, và hình người. Các hiện vật lớn có thể miêu tả một huyền thoại do họ sáng tạo.
Đầu Tenon được tìm thấy trên khắp Chavín de Huantar và là một trong những hình ảnh nổi tiếng nhất liên quan đến nền văn minh Chavín. Đầu Tenon là những bức chạm khắc bằng đá khổng lồ của đầu báo đốm răng nanh chiếu từ đỉnh của các bức tường bên trong.
Có thể các vật ấn tượng nhất từ Chavin de Huantar là Lanzon. Các Lanzon là một trục graphite 4,53 mét dài khắc hiển thị trong đền thờ. Trục kéo dài qua toàn bộ một tầng của cấu trúc và trần nhà. Nó được chạm khắc với một hình ảnh của một vị thần răng nanh, hình ảnh người chủ trì lễ tế của người Chavin.

## Phạm vi ảnh hưởng
Văn hóa Chavín có phạm vi ảnh hưởng rộng khắp các nền văn minh xung quanh, đặc biệt là do vị trí của chúng tại một điểm giao thương giữa sa mạc và rừng rậm Amazon. Ví dụ, Pacopampa, nằm ở phía bắc (khoảng 3 tuần đi bộ) của Chavín de Huantar, đã cải tạo trên ngôi đền chính đặc trưng của văn hóa Chavín. Caballo Muerto, một địa điểm ven biển ở khu vực Moche Valley, có cấu trúc Adobe được tạo ra trong quá trình cải tạo ngôi đền chính, khu vực liên quan đến ảnh hưởng của Chavín. Garagay, một địa điểm ở vùng Lima ngày nay, có các biến thể của biểu tượng Chavín đặc trưng, bao gồm một cái đầu với chất nhầy đến từ lỗ mũi. Tại địa điểm của Cerro Blanco, trong thung lũng Nepena, các cuộc khai quật đã tiết lộ gốm Chavín.
Chiến tranh dường như không phải là một yếu tố quan trọng trong văn hóa Chavín. Bằng chứng khảo cổ học cho thấy thiếu các cấu trúc phòng thủ cơ bản ở trung tâm Chavín và các chiến binh không được mô tả trong nghệ thuật, trái ngược với nghệ thuật trước đó tại Cerro Sechín. Kiểm soát xã hội hiệu quả có thể đã được thực hiện bởi áp lực tôn giáo và khả năng loại trừ những người chống đối ra khỏi các vùng đất được quản lý. Khí hậu và địa hình của các khu vực lân cận bên ngoài vùng đất được quản lý là một lựa chọn khó khăn cho những người nông dân muốn chạy trốn khỏi nền văn hóa. Bằng chứng của chiến tranh chỉ được tìm thấy trong các địa điểm đương thời mà không bị ảnh hưởng bởi nền văn hóa Chavin, gần như những nền văn minh khác đã được tự bảo vệ mình trong chiến tranh từ ảnh hưởng của văn minh Chavin.
Văn hóa Chavín như một phong cách, và có lẽ là một thời kỳ, đã lan rộng, trải dài từ Piura trên bờ biển phía bắc xa xôi đến Paracas trên bờ biển phía nam; và từ Chavín ở vùng cao nguyên phía bắc đến Pukara ở vùng cao nguyên phía nam.

## Phạm vi khai khẩn
Một số học giả cho rằng sự phát triển của xã hội phức tạp Chavin trùng hợp với việc trồng ngô và phát triển nông sản dư thừa.Thông qua việc phân tích các đồng vị carbon trong xương của con người tìm thấy tại địa chỉ Chavin, các nhà nghiên cứu đã chứng minh rằng chế độ ăn uống bao gồm chủ yếu là các loại thực phẩm C3 như khoai tây và quinoa, trong khi ngô, một món ăn C4, không phải là một phần của chế độ ăn uống chính.Khoai tây và quinoa là loại cây trồng thích nghi tốt hơn với môi trường Chavin. Chúng nhiều khả năng chống sương giá và lượng mưa bất thường liên quan đến môi trường ở độ cao cao. Ngô sẽ không có khả năng để phát triển mạnh trong điều kiện như vậy.

## Sự hiện diện của giới tinh hoa

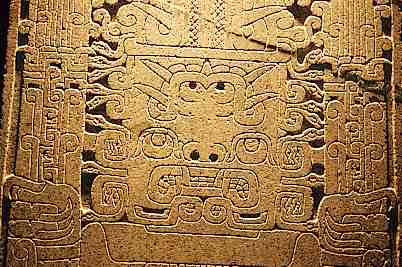
The Raimondi Stela from the Chavín Culture, Ancash, Peru

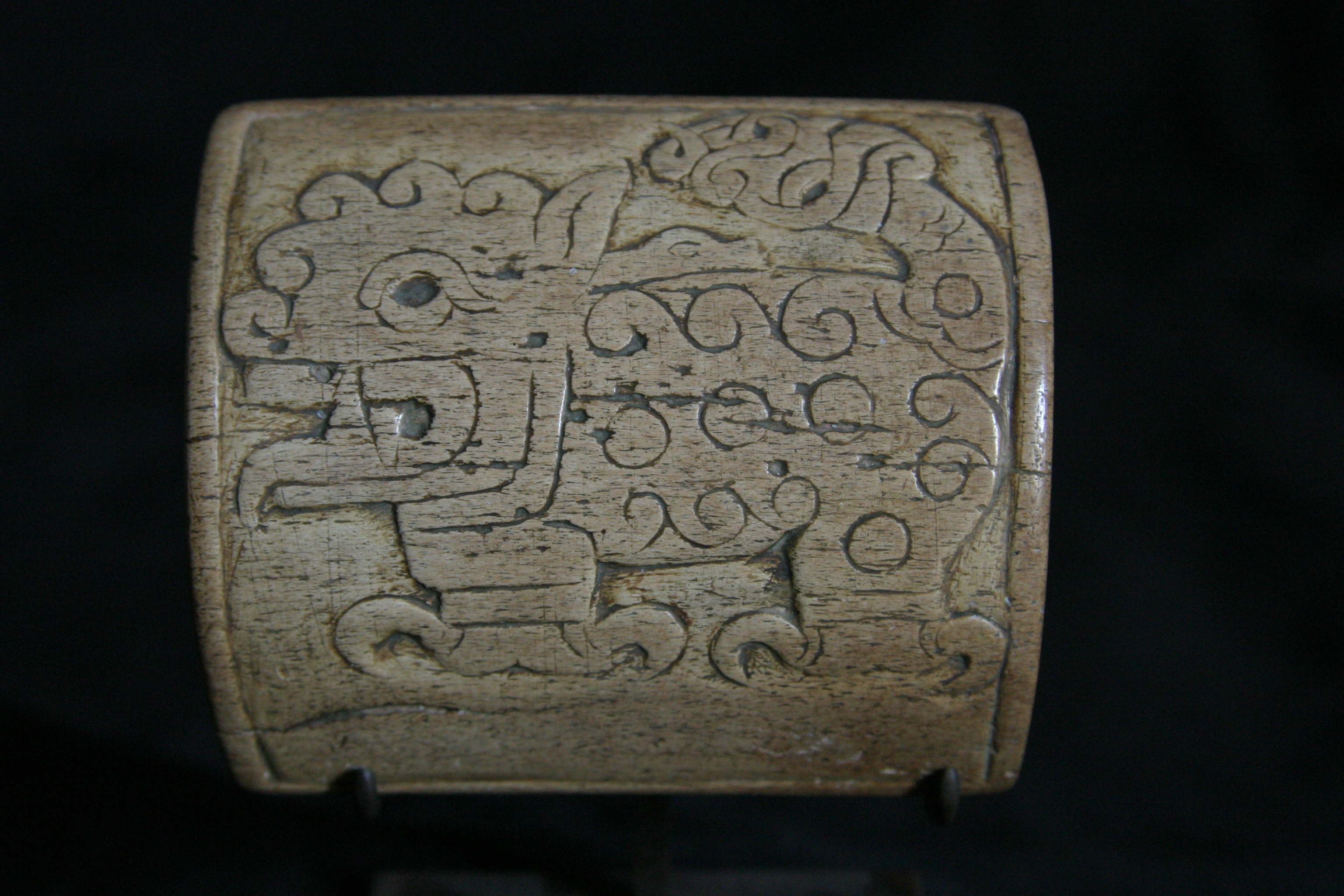
Snuff tablet, sea mammal bone, Lombards Museum

Tại Chavin, quyền lực đã được hợp pháp hóa thông qua niềm tin trong các tầng lớp nhỏ rằng có thể kết nối với thần thánh; pháp sư có nguồn gốc sức mạnh và có thẻ kết nối thần thánh. Với sức mạnh không kiểm chứng, thường có bằng chứng về sự thao túng của các nghi lễ truyền thống. Thao túng nghi lễ là cách pháp sư sử dụng để tạo ra uy quyền.
"Các công trình xây dựng lớn về nghi lễ nhiều khả năng hơn, không chỉ phục vụ các vị thần mà là để phục vụ chính các pháp sư, nhưng cũng có thể họ đã thực sự có ý thức về sự thay đổi của các quỹ đạo". Các bằng chứng khảo cổ học cho thấy một số ví dụ về diễn giải lại việc sử dụng thuốc từ dược phẩm thiên nhiên, và cách thay đổi cảnh quan. Nó cũng cho thấy quy hoạch phức tạp và xây dựng phòng trưng bày ốp trên tường đá.
Các khái niệm về truyền thống phát minh dùng để chỉ một tình trạng trong đó các yếu tố bên ngoài mới được tập hợp lại để miêu tả một truyền thống dường như đã cũ. Điều này có thể được nhìn thấy thường trong kiến trúc tại Chavin de Huantar mang lại cùng nhiều khía cạnh của nền văn hóa bên ngoài để tạo ra một mới mẻ độc đáo, xuất hiện trong truyền thống.
Mức độ phong phú của cảnh quan thay đổi tại Chavin de Huantar vì tái thiết lại đền thờ cho thấy rằng một người nào đó hoặc một nhóm người có quyền lực để lập kế hoạch tái cấu trúc và yêu cầu những người khác ở tầng lớp thấp hơn thực hiện những kế hoạch đó. Các công trình xây dựng lớn được hoàn thành trong khu vực này ủng hộ giả thuyết về quyền lực của các pháp sư.
Cuối cùng, việc quy hoạch và xây dựng các phòng trưng bày khắc trên đá được diễn ra. Ngoài các yêu cầu nhân lực cần thiết, các phòng trưng bày thể hiện kế hoạch độc đáo. Họ chỉ cho phép lối vào duy nhất; đây là điển hình trong thời kỳ này, khi các phòng thường có nhiều lối vào và lối ra. Các hình tượng trên các bức tường của phòng trưng bày rất phức tạp. Sự phức tạp cho thấy rằng chỉ có một số ít người có thể hiểu được những hình tượng; những người như vậy sẽ làm phiên dịch cho vài người khác đã có đặc quyền mới được xem các phòng trưng bày đá. Việc tiếp cận hạn chế, cả về thời gian và hình tượng, trong các phòng trưng bày đá vách hỗ trợ sự tồn tại của một tầng lớp pháp sư tại Chavin de Huantar. Sự phát triển của chính quyền tại Chavin dường như là kết quả của một chiến lược quy hoạch bởi các pháp sư và những người lên kế hoạch xây dựng các trung tâm nghi lễ.

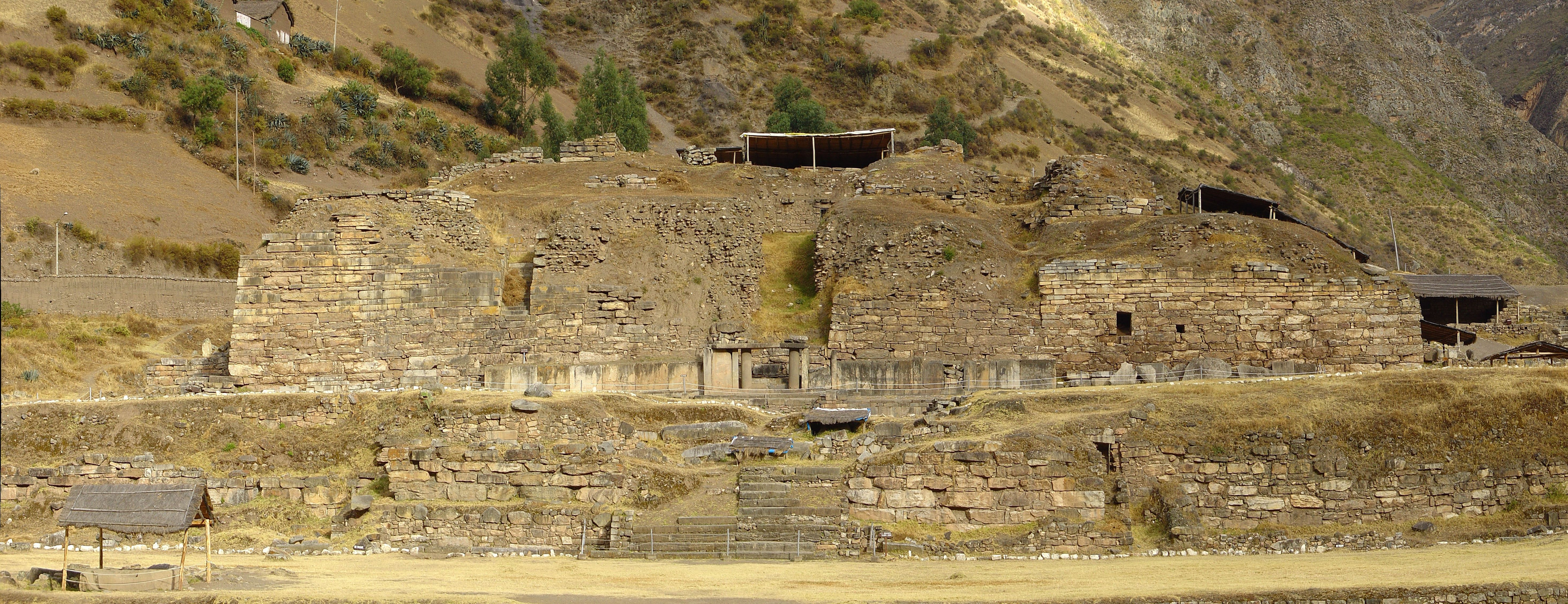
Front view of the castle in the archeological site of Chavín de Huantar.

## Thư viện ảnh

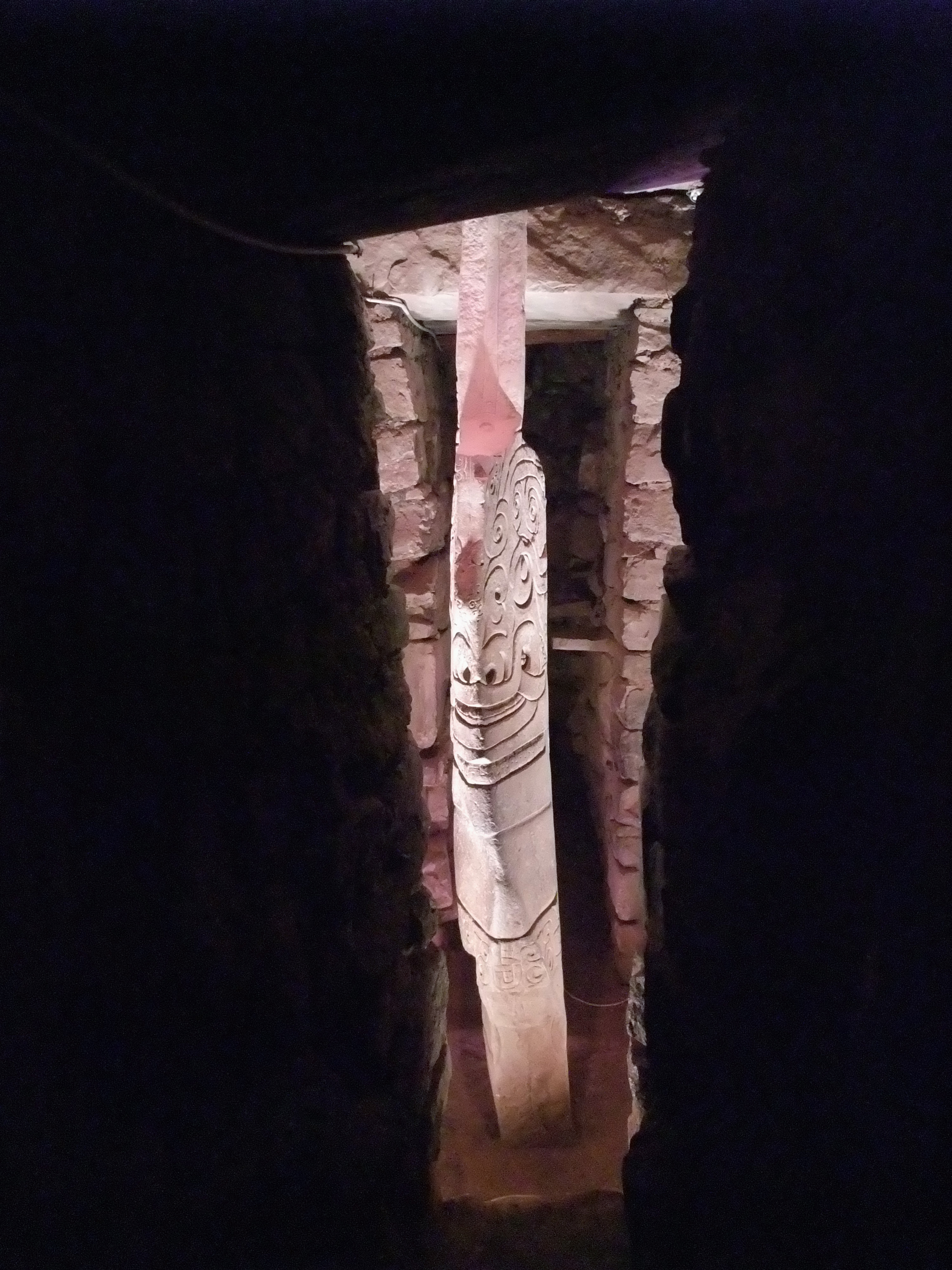
The sandeel monolithic has a length of 5 meters and represents a Chavín deity. It is located in theAncient Temple in Chavín de Huantar.
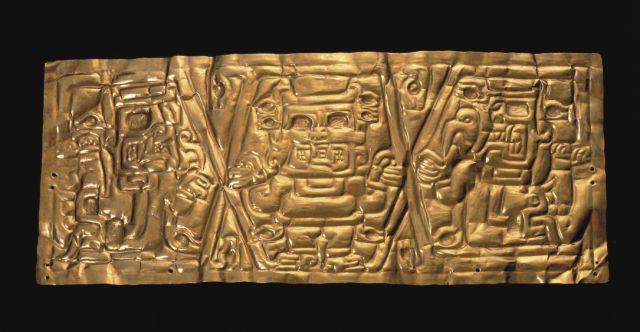
Gold Chavín. Larco Museum, Lima
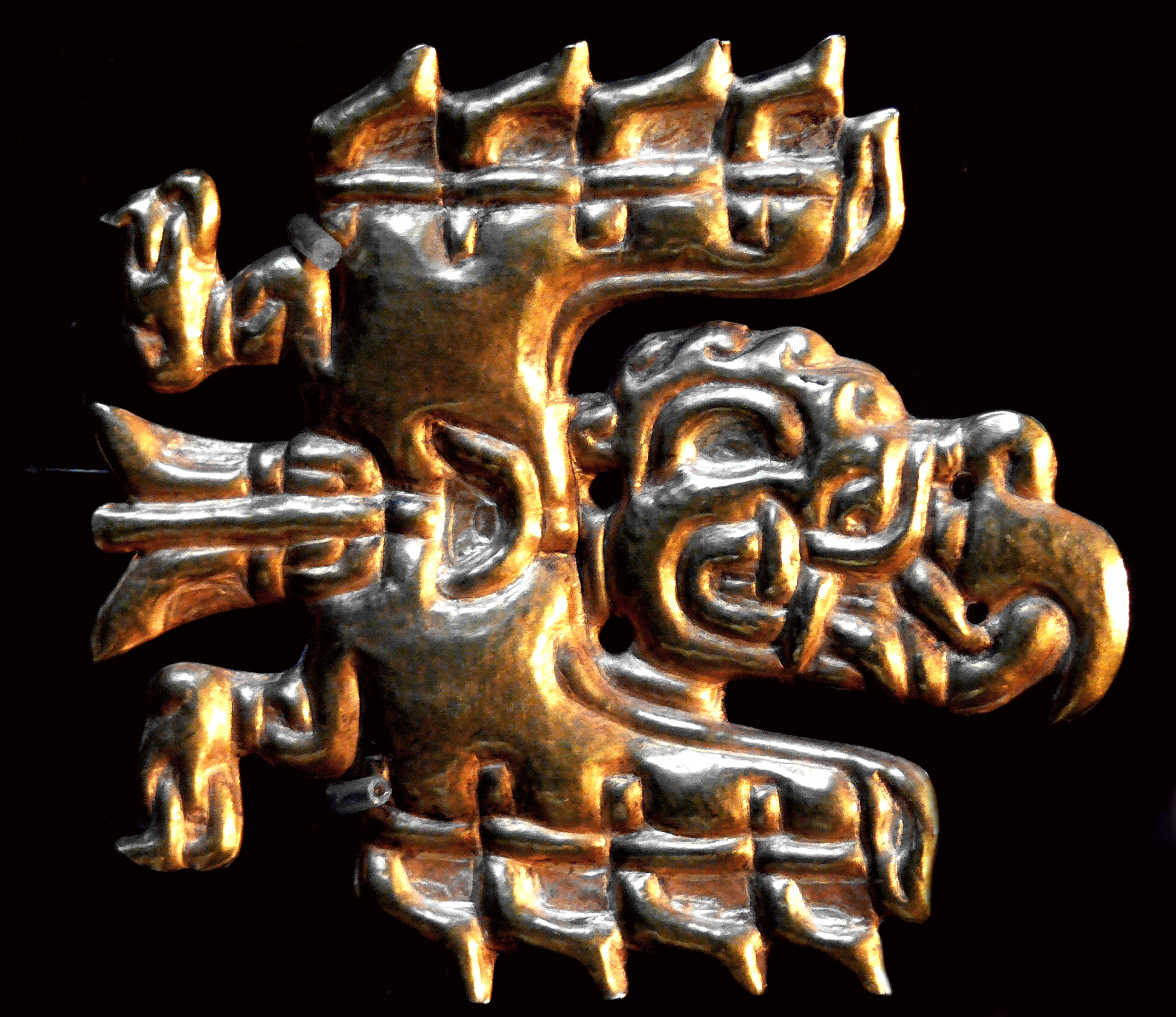
Gold Chavín
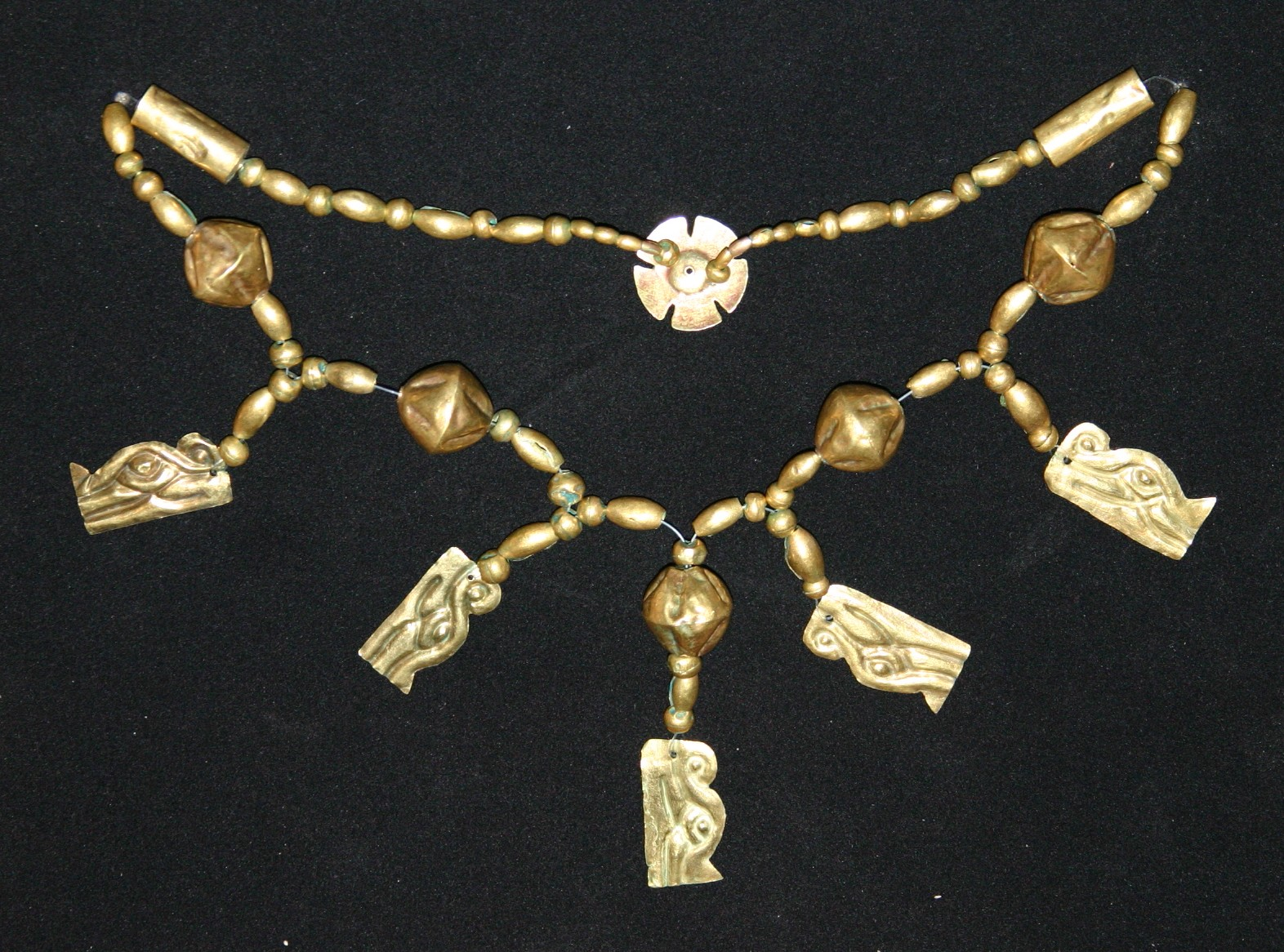
Chavín Gold Necklace
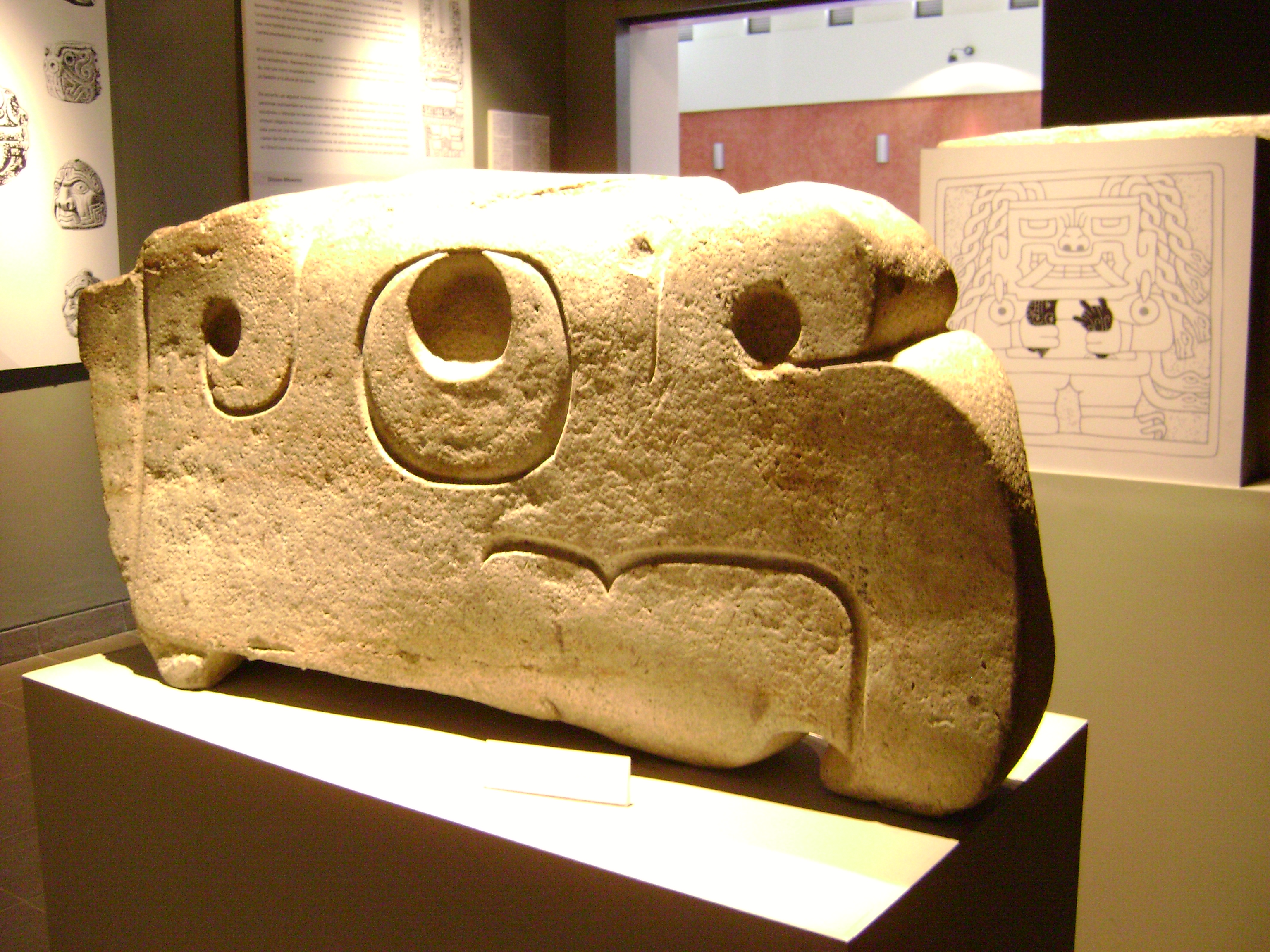
Condor head, at the National Museum of Chavín de Huantar.
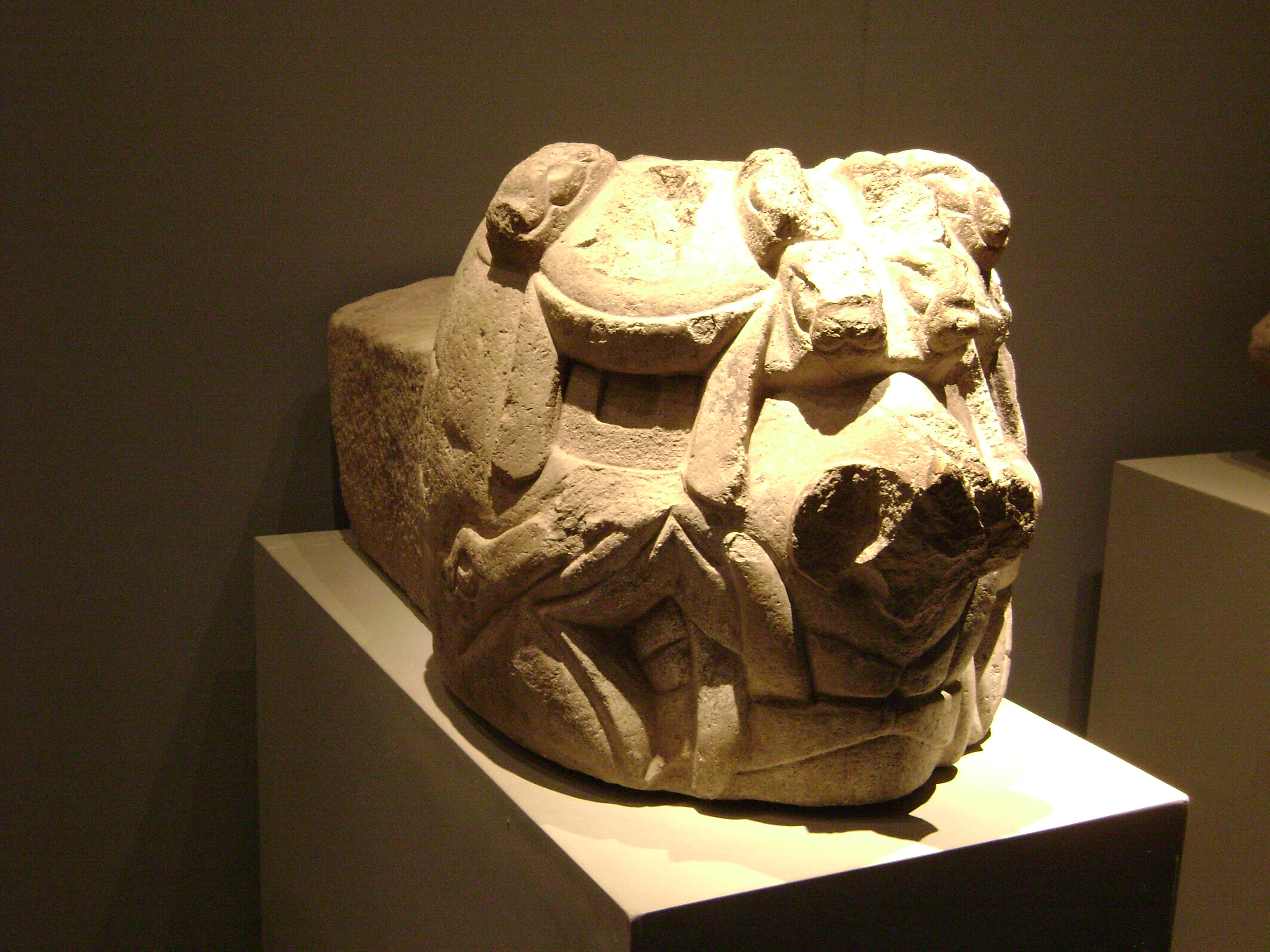
Chavin nailed head
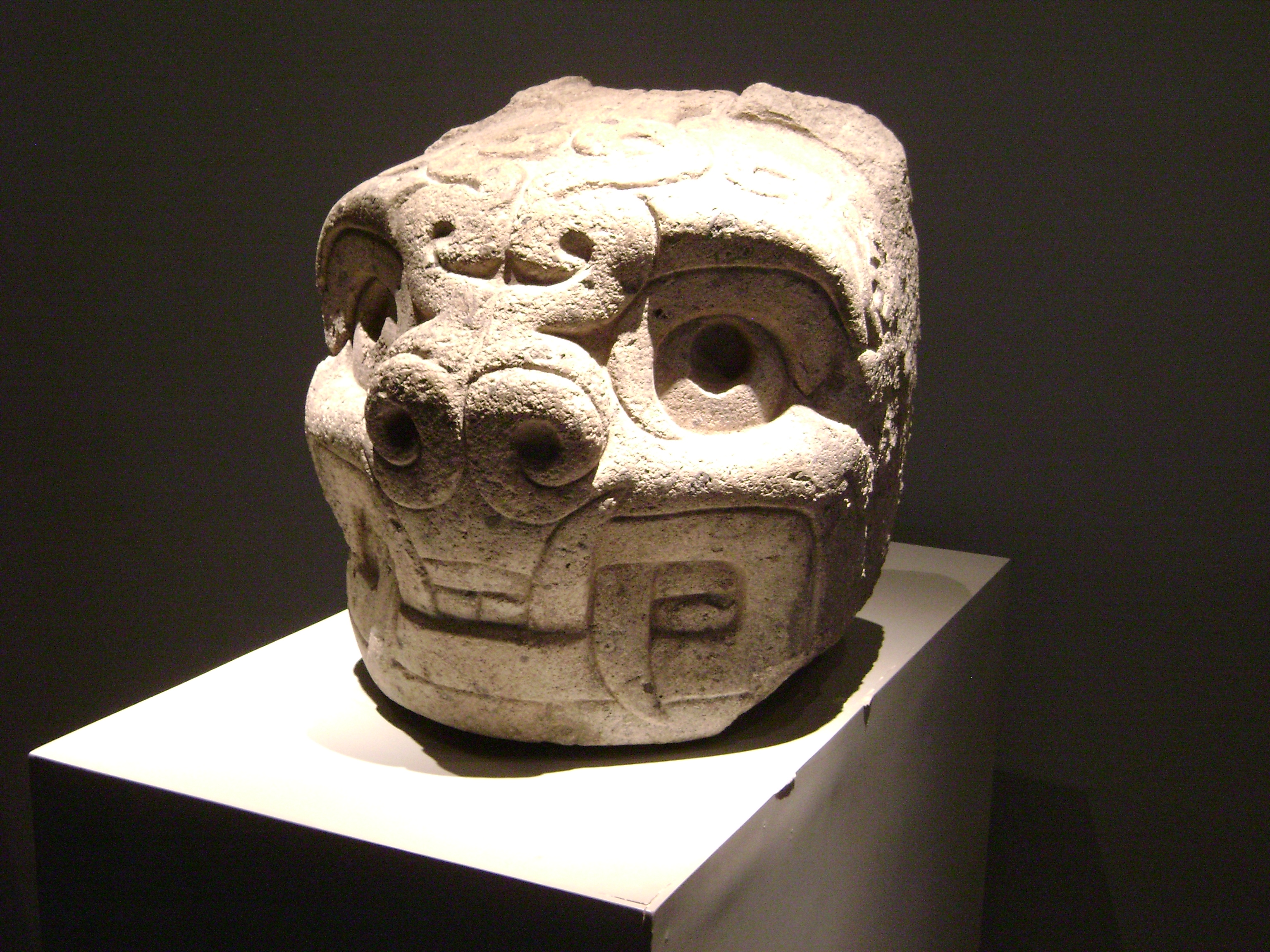
The tusks are present in all the arts of Chavín including in the sculpture as this nails head.
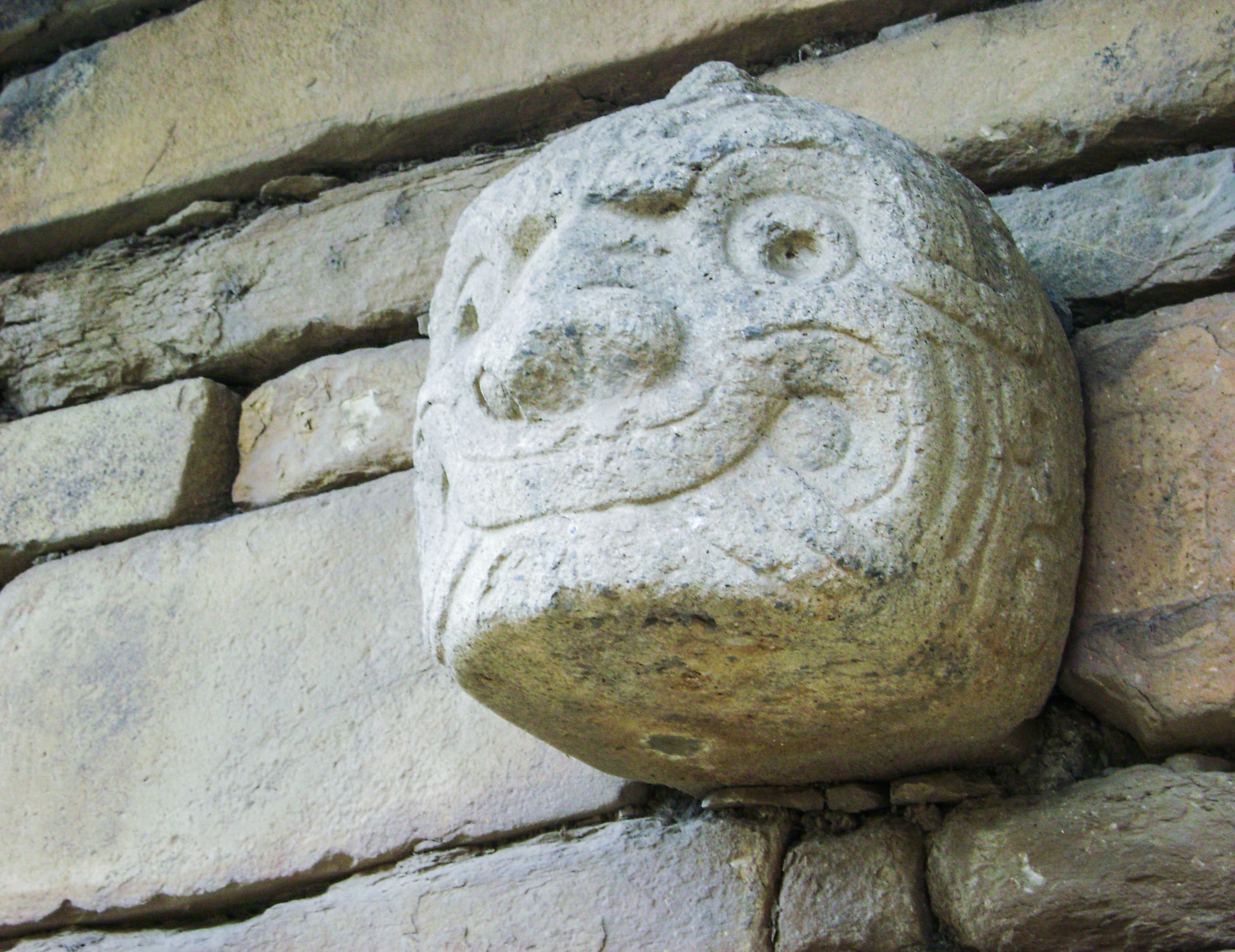
Nails head embedded in one of the walls of the temple of Chavín de Huantar.
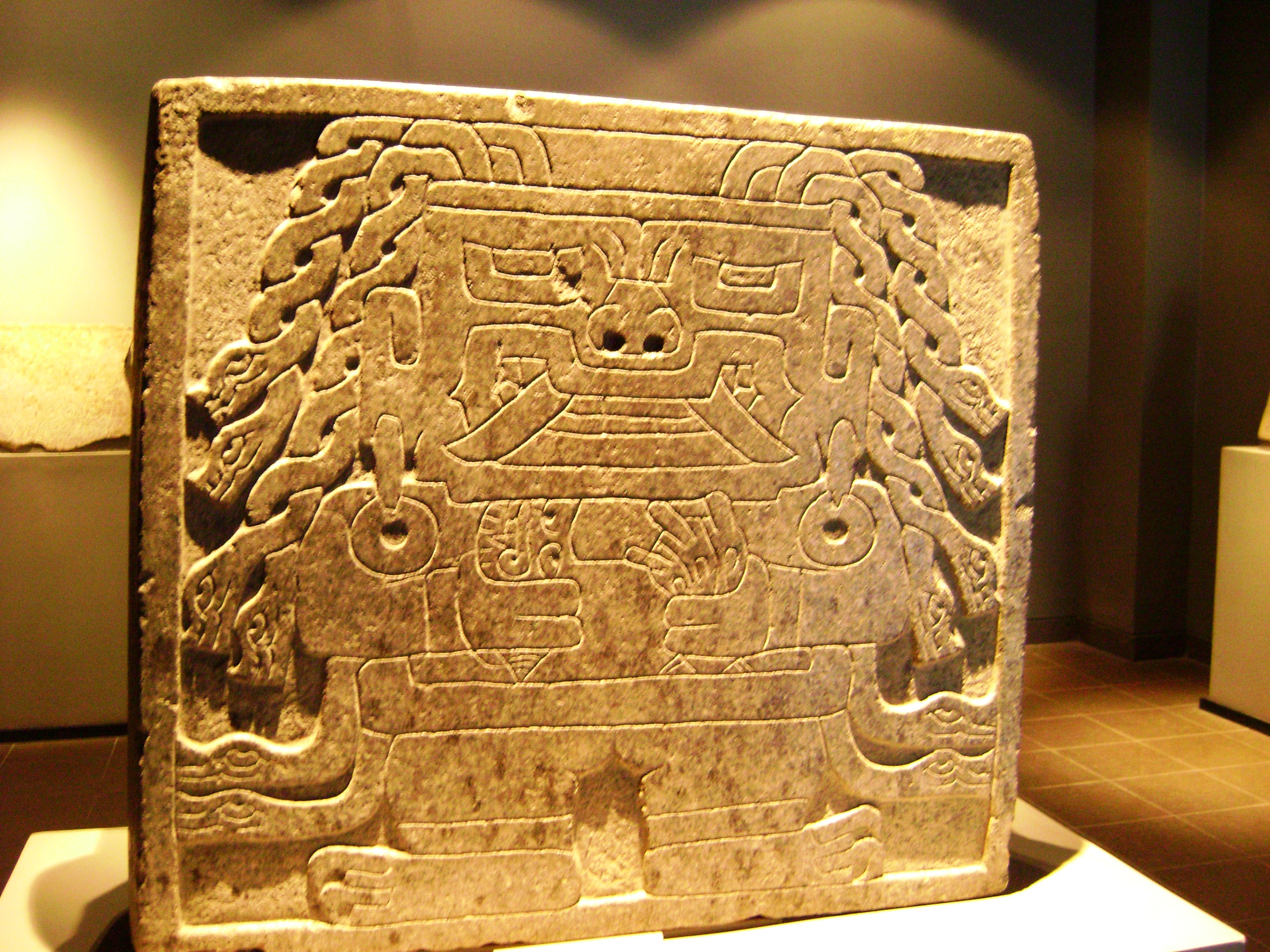
Stela Chavín. National Museum Chavín de Huantar.
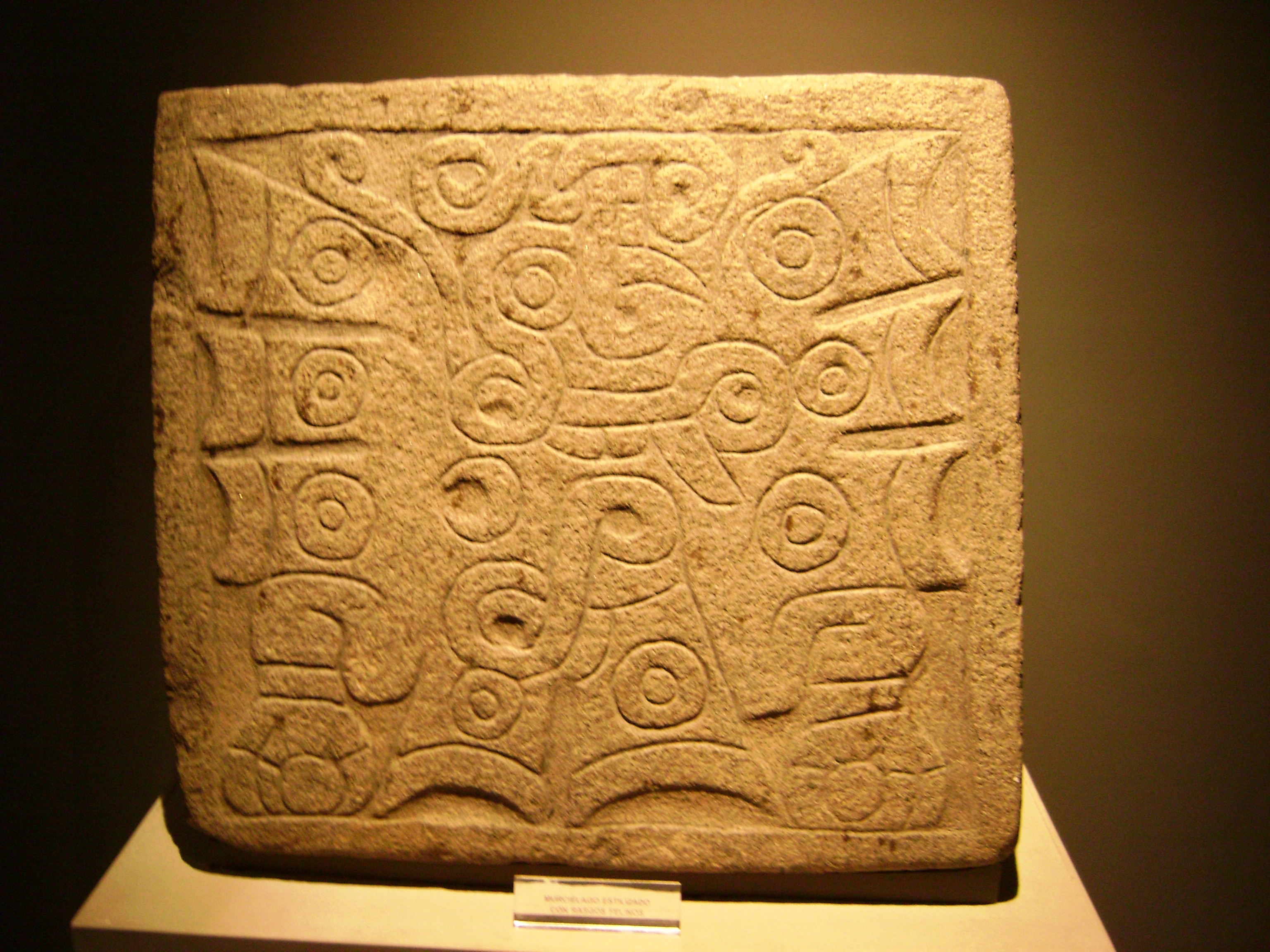
There are many Chavínes trails representing mythological creatures like this.
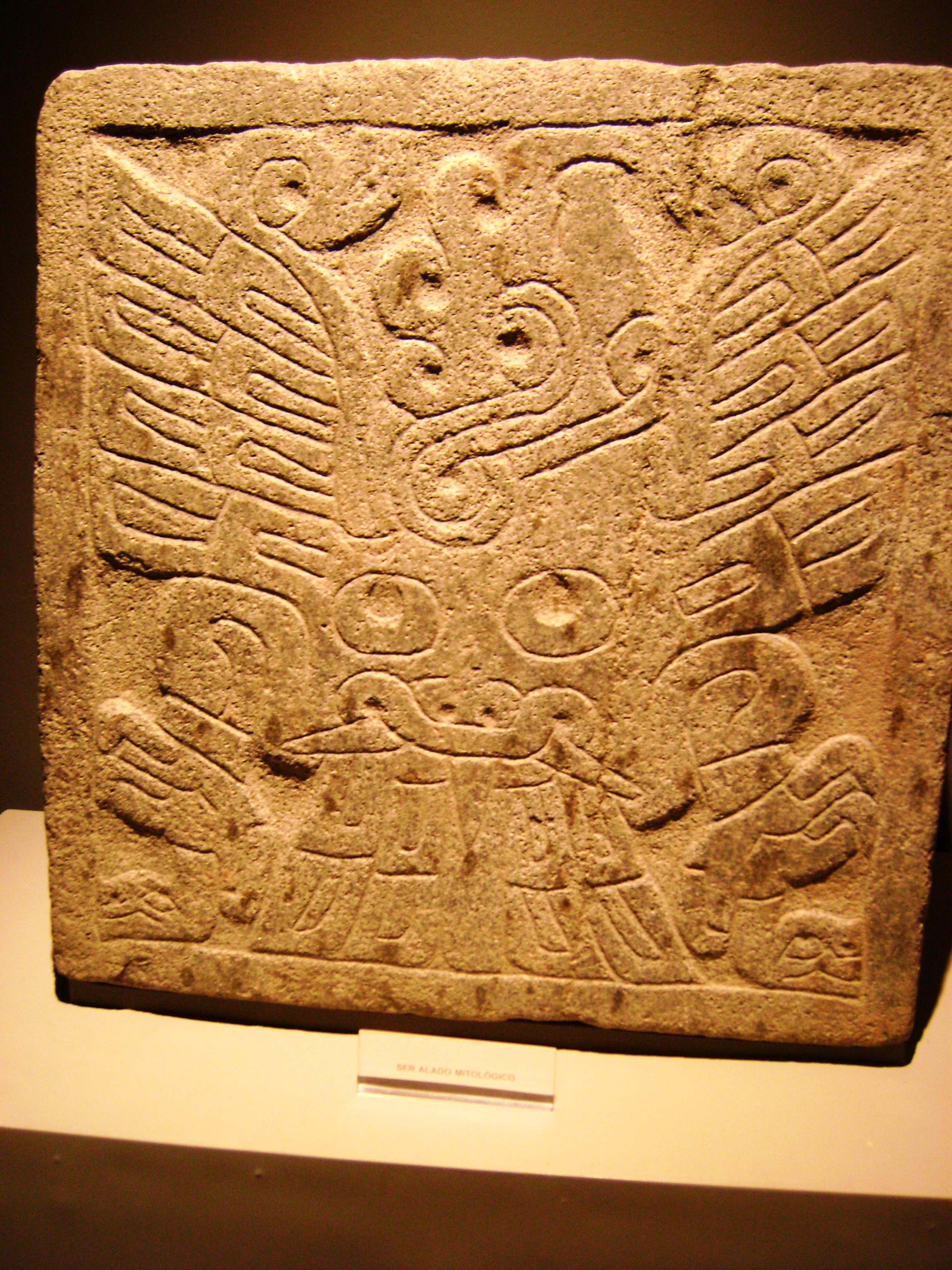
Stela Chavín with image of an ornithological.
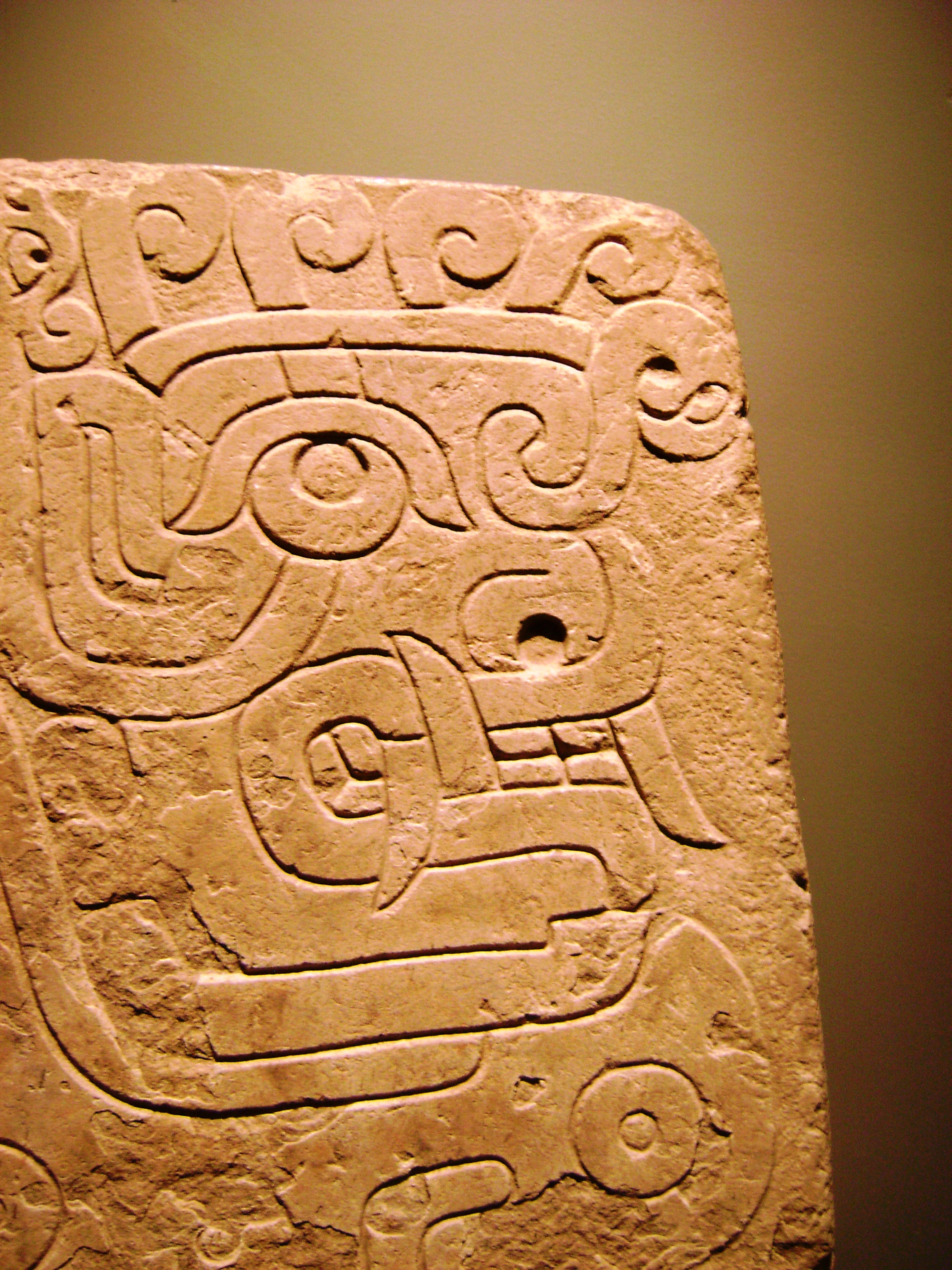
Chavín stela depicting a brindle face. National Museum Chavín de Huantar.
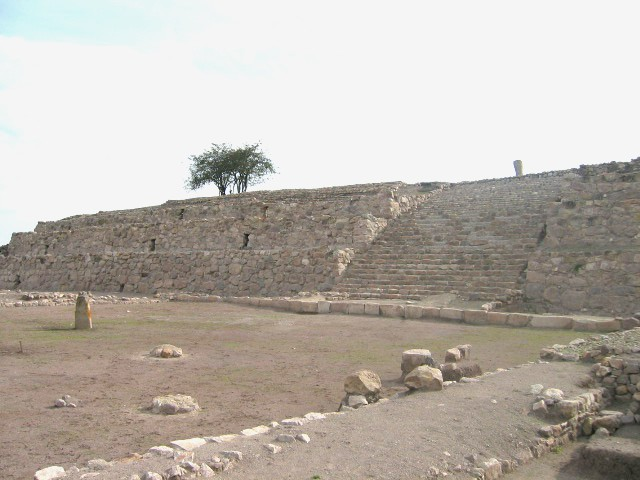
The ceremonial centre of Kuntur Wasi, according to the latest archaeological research would be an prechavín expression associated to felínico Chavín cult. Cajamarca Region.
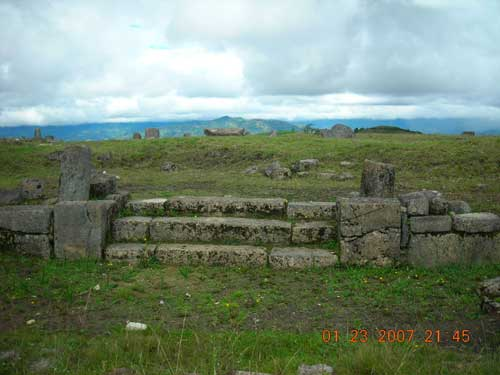
Remains of Pacopampa, another prechavín expression of Formative stage period but remained an important ceremonial centre like Chavín de Huantar, also located in the Cajamarca Region.
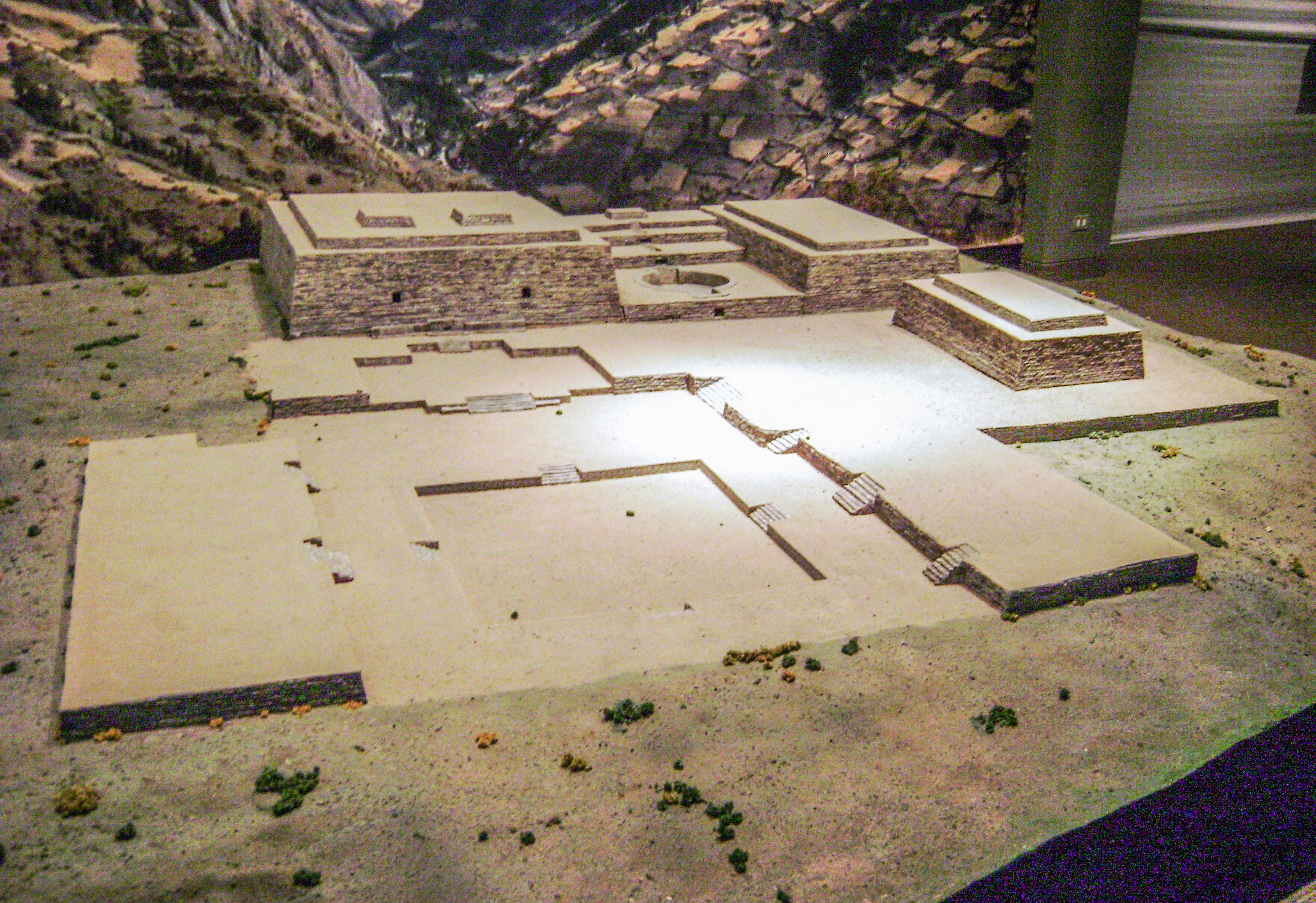
Model of the archaeological site of Chavín de Huantar.
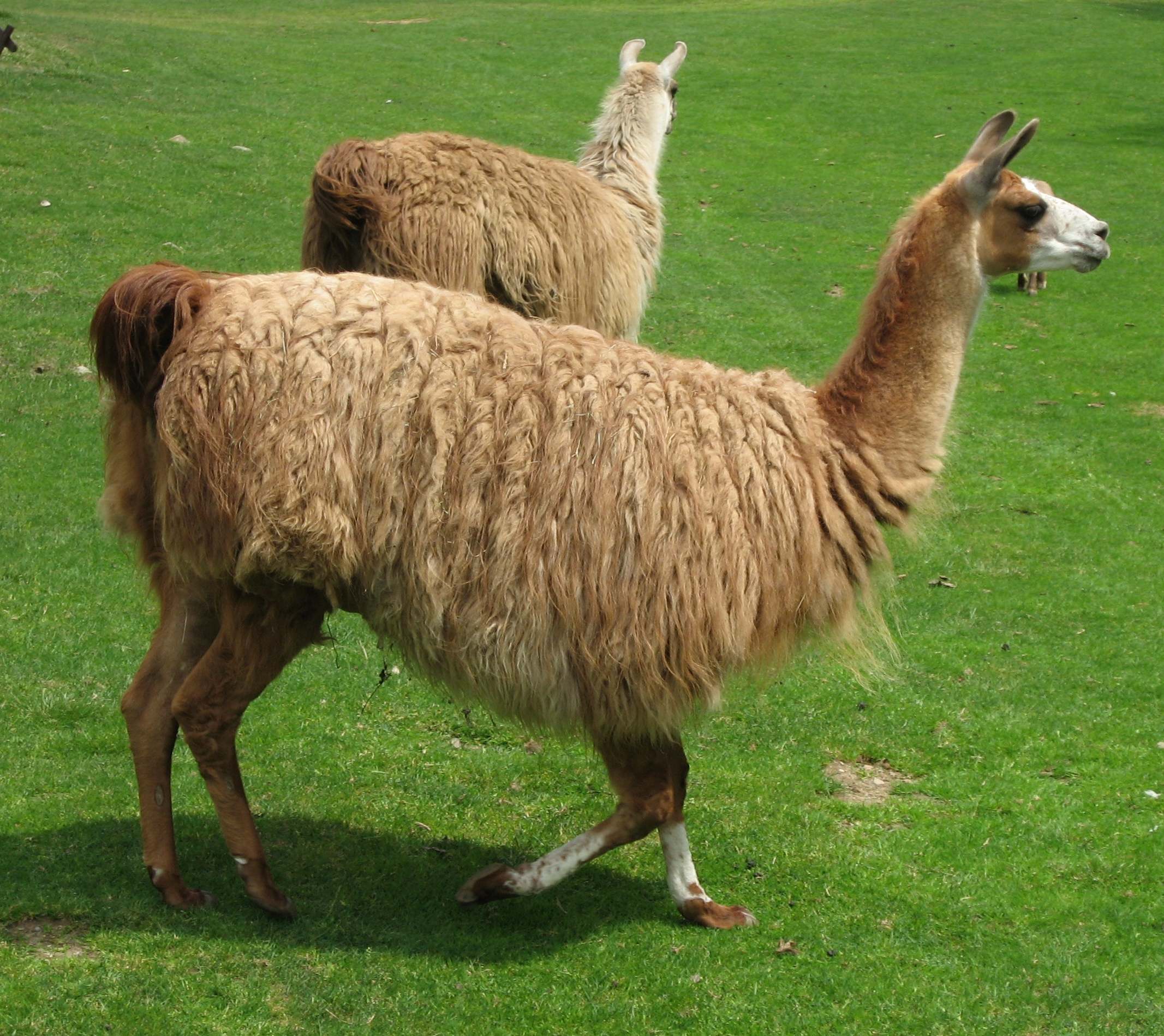
The llama was the main representative of Chavín livestock.